# Tyrawa Wołoska (gromada)
Tyrawa Wołoska – dawna gromada, czyli najmniejsza jednostka podziału terytorialnego Polskiej Rzeczypospolitej Ludowej w latach 1954–1972.
Gromady, z gromadzkimi radami narodowymi (GRN) jako organami władzy najniższego stopnia na wsi, funkcjonowały od reformy reorganizującej administrację wiejską przeprowadzonej jesienią 1954 do momentu ich zniesienia z dniem 1 stycznia 1973, tym samym wypierając organizację gminną w latach 1954–1972.
Gromadę Tyrawa Wołoska z siedzibą GRN w Tyrawie Wołoskiej utworzono – jako jedną z 8759 gromad na obszarze Polski – w powiecie sanockim w woj. rzeszowskim na mocy uchwały nr 33/54 WRN w Rzeszowie z dnia 5 października 1954. W skład jednostki weszły obszary dotychczasowych gromad Tyrawa Wołoska, Hołuczków, Rakowa, Siemuszowa i Wola Krecowska ze zniesionej gminy Mrzygłód w powiecie sanockim oraz obszary dotychczasowych gromad Kreców, Lachawa i Rozpucie ze zniesionej gminy Kuźmina w powiecie przemyskim w tymże województwie. Dla gromady ustalono 18 członków gromadzkiej rady narodowej.
W 1971 roku gromada Tyrawa Wołoska liczyła 1861 mieszkańców, zamieszkujących miejscowości: Hołuczków (229), Kreców (35), Lachawa (0), Rakowa (264), Rozpucie (430), Siemuszowa (231), Tyrawa Wołoska (655) i Wola Krecowa (17).
1 listopada 1972, w związku ze zniesieniem powiatu sanockiego, gromada weszła w skład nowo utworzonego powiatu bieszczadzkiego w tymże województwie.
Gromada przetrwała do końca 1972 roku, czyli do kolejnej reformy gminnej. 1 stycznia 1973 w powiecie bieszczadzkim utworzono gminę Tyrawa Wołoska w granicach zniezionej gromady (od 1999 gmina Tyrawa Wołoska znajduje się w powiecie sanockim).